# Henry Alexander
Henry Alexander (* 22. Dezember 1946 in Zwickau) ist ein deutscher Mediziner. Er fungierte von 1990 bis zu seiner Emeritierung im April 2012 als Leiter der Abteilung für Humane Reproduktion, Endokrinologie und Sexualmedizin sowie als Stellvertreter des Klinikdirektors der Universitätsfrauenklinik Leipzig. Seit 2013 ist Henry Alexander niedergelassener Facharzt für Gynäkologie und Geburtshilfe im MVZ Promedio Leipzig. Gleichzeitig ist er am Universitätsklinikum Carl Gustav Carus in Dresden im Bereich Frauenheilkunde und Geburtshilfe tätig. Seine Verdienste liegen unter anderem im Forschungsbereich der Reproduktionsmedizin.

## Leben
Alexander begann 1966 in Halle/Saale ein Studium der Humanmedizin. Ab 1972 erhielt er an der dortigen Universitätsfrauenklinik seine Facharztausbildung im Bereich Frauenheilkunde. Von 1982 bis 1983 unterstützte Henry Alexander das Gondar College of Medical Sciences der Addis Abeba University in Äthiopien als Associate Professor für Gynäkologie und Geburtshilfe.
Nach der Promotion (1973) und Habilitation (1983) wechselte er 1984 an die Universitätsfrauenklinik Leipzig. Hier gründete er die Arbeitsgruppe für Reproduktionsmedizin und gynäkologische Endokrinologie. Die ersten Retortenbabys in Sachsen wurden mit seiner Unterstützung 1985 geboren. Deutschlandweit gehörten sie damit zu den ersten Zentren, die die künstliche Befruchtung erfolgreich durchführten.
Für die neu gegründete Abteilung für Humane Reproduktion und Endokrinologie der Universitätsfrauenklinik Leipzig wurde er 1990 als Leiter eingesetzt und drei Jahre später schließlich Stellvertreter des Klinikdirektors. Ein Jahr darauf erhielt er die Professur in seiner Abteilung. 1995 wurde er Leiter des Ausbildungszentrums für Endoskopie der AGE der Deutschen Gesellschaft für Gynäkologie und Geburtshilfe und gründete außerdem ein Endometriose-Zentrum sowie ein Zentrum für Frauen mit habitueller Abortneigung. Im gleichen Jahr war er Vorsitzender der Prüfungskommission Gynäkologische Endokrinologie und Reproduktionsmedizin der Sächsischen Landesärztekammer. Zwei Jahre später erhielt Henry Alexander die Weiterbildungsbefugnis für das gesamte Fachgebiet. Es folgte die Befugnis als Sachverständiger für das Fach Gynäkologie und Geburtshilfe und 2003 die Spezialisierung im Bereich der Sexualmedizin. Nach seiner Emeritierung im April 2012 realisierte er nach 10-jähriger Entwicklungszeit den weltweit einzigartigen Biosensor OvulaRing zur cicadianen und circamensualen Messung der Körperkerntemperatur. Studien konnten belegen, dass durch die kontinuierliche Messung der Körperkerntemperatur als Biomarker unter Verwendung von OvulaRing eine klare Aussage zu Ovulationszeitpunkt und Fruchtbarkeitsfenster getroffen werden kann.
Henry Alexander ist verheiratet und hat drei Kinder.

## Auszeichnungen
- Forschungspreis der Martin-Luther-Universität Halle/Saale (1983)
- Gustav-Hertz-Preis der Universität Leipzig (1985)
- Innovationspreis der Stadt Leipzig (2010).

## Veröffentlichungen
- mit C. Biesold, W. Weber und D. Baier: Immunohistochemical evidence of immuno-reactive hCG in the secretory endometrium in women. In: Zentralbl Gynakol. 119 Suppl 1, 1997, S. 17–22. PMID 9245119
- mit G. Zimmermann und W. Ackermann: Expression and Production of Human Chorionic Gonadotropin (hCG) in the Normal Secretory Endometrium: Evidence of CGB7 and/or CGB6 Beta hCG Subunit Gene Expression. In: Biol Reprod. 86 (3), 2012, S. 87, biolreprod.org
- mit S. Dukic-Stefanovic, J. Walther, S. Wosch, G. Zimmermann, P. Wiedemann und T. Claudepierre: Chorionic gonadotropin and its receptor are both expressed in human retina, possible implications in normal and pathological conditions. In: PLoS One. 7 (12), 2012, S. e52567, PMID 23285091
- mit T. Schwalenberg, JU. Stolzenburg, T. P. Ho, T. Mallock, S. Hartenstein, G. Zimmermann, R. Hohenfellner, S. Denzinger, M. Burger, L. C. Horn und J. Neuhaus: Enhanced urothelial expression of human chorionic gonadotropin beta (hCGβ) in bladder pain syndrome/interstitial cystitis (BPS/IC). In: World J Urol. 30 (3), 2012, S. 411–411. PMID 21877171
- mit J. Neuhaus, T. Schwalenberg, L. C. Horn und J. U. Stolzenburg: New aspects in the differential diagnosis and therapy of Bladder Pain Syndrome / Interstitial Cystitis (BPS/IC). In: Adv Urol. 2011, S. 639479, PMC 3199109 (freier Volltext)
- mit T. Schwalenberg, J. Neuhaus, L. C. Horn, G. Zimmermann, T. P. Hohi, T. Mallock und J. U. Stolzenburg: New insights in the differential diagnosis of bladder pain syndrome. In: Aktuelle Urol. 41 (2), 2010, S. 107–118. PMID 20309783
- mit G. Zimmermann, W. Ackermann: Epithelial human chorionic gonadotropin is expressed and produced in human secretory endometrium during the normal menstrual cycle. In: Biol Reprod. 80 (5), 2009, S. 1053–1065, biolreprod.org
- mit A. Schumacher, N. Brachwitz, S. Sohr, K. Engeland, S. Langwisch, M. Dolaptchieva, T. Alexander, A. Taran, S. F. Malfertheiner, S. D. Costa, G. Zimmermann, C. Nitschke, H. D. Volk, M. Gunzer und A. C. Zenclussen: Human chorionic gonadotropin attracts regulatory T cells into the fetal-maternal interface during early human pregnancy. In: J Immunol. 182 (9), 2009, S. 5488–5497, jimmunol.org
- mit G. Zimmermann, D. Baier und J. Majer: Expression of beta hCG and alpha CG mRNA and hCG hormone in human decidual tissue in patients during tubal pregnancy. In: Mol. Human Reproduction. 9, 2003, S. 81–89, molehr.oxfordjournals.org
- mit G. Zimmermann, G. W. Wolkersdörfer, C. Biesold, M. Lehmann, J. Einenkel, G. Pretzsch und D. Baier: Utero-ovarian interaction in the regulation of reproductive function. In: Hum Reprod Update. 4(5), Sep–Okt 1998, S. 550–559. PMID 10027608
- Gynäkologie, Medizin & Management. Sonderbericht: Zeitpunkt der Ovulation. Die fortlaufende Messung der Körperkerntemperatur gewährleistet zuverlässige Aufschlüsse. In: Der Privatarzt. Ausgabe 3, Mai 2014, S. 16–17.
- mit M. Kaczmarczyk, G. Pretzsch, G. T. Kersken, D. Puschmann, E. Schiwek und M. Goeckenjan: Continuous Measurements of Core Body Temperature as Biomarker for Ovulation Diagnosis. 2nd Biomarker Meeting in Personalized Reproductive Medicine, Valencia Spain, 10.–12. April 2014.